# Arvo Animation
Arvo Animation Inc. (株式会社アルボアニメーション, Kabushiki-gaisha Arubo Animēshon) est un studio d'animation japonais fondé par Taiichi Kawaguchi en juillet 2017 à Suginami, Tokyo.

## Productions

### Séries télévisées
| Année | Titre                             | Réalisateur(s)    | Dates de 1re diffusion | Dates de 1re diffusion | Nb. éps. | Remarques                                                                  | Réf(s) |
| Année | Titre                             | Réalisateur(s)    | Début                  | Fin                    | Nb. éps. | Remarques                                                                  | Réf(s) |
| ----- | --------------------------------- | ----------------- | ---------------------- | ---------------------- | -------- | -------------------------------------------------------------------------- | ------ |
| 2019  | We Never Learn                    | Yoshiaki Iwasaki  | 7 avril 2019           | 30 juin 2019           | 13       | Basée sur le manga écrit par Taishi Tsutsui. Coproduit avec Studio Silver. | [ 1 ]  |
| 2019  | We Never Learn!                   | Yoshiaki Iwasaki  | 6 octobre 2019         | 29 décembre 2019       | 13       | Suite de We Never Learn. Coproduit avec Studio Silver.                     | [ 2 ]  |
| 2020  | Monster Girl Doctor (en)          | Yoshiaki Iwasaki  | 12 juillet 2020        | 27 septembre 2020      | 12       | Basée sur le light novel écrit par Yoshino Origuchi.                       | [ 3 ]  |
| 2021  | Irina: The Vampire Cosmonaut (en) | Akitoshi Yokoyama | 4 octobre 2021         | 20 décembre 2021       | 12       | Basée sur le light novel écrit par Keisuke Makino.                         | ,      |

### OAV
| Année | Titre               | Réalisateur(s)   | Dates de sortie   | Nb. éps. | Remarques                                                                  | Réf(s) |
| ----- | ------------------- | ---------------- | ----------------- | -------- | -------------------------------------------------------------------------- | ------ |
| 2019  | We Never Learn OAV  | Yoshiaki Iwasaki | 1er novembre 2019 | 1        | Publié avec l'édition limitée du 14e volume. Coproduit avec Studio Silver. | [ 6 ]  |
| 2020  | We Never Learn! OAV | Yoshiaki Iwasaki | 3 avril 2020      | 1        | Publié avec l'édition limitée du 16e volume. Coproduit avec Studio Silver. | [ 1 ]  |